# Rail Road Flat
Rail Road Flat és una concentració de població designada pel cens dels Estats Units a l'estat de Califòrnia. Segons el cens del 2000 tenia 549 habitants.

## Demografia
Segons el cens del 2000, Rail Road Flat tenia 549 habitants, 240 habitatges, i 150 famílies. La densitat de població era de 6,5 habitants/km².
Dels 240 habitatges en un 20% hi vivien nens de menys de 18 anys, en un 47,9% hi vivien parelles casades, en un 9,6% dones solteres, i en un 37,1% no eren unitats familiars. En el 26,7% dels habitatges hi vivien persones soles el 10% de les quals corresponia a persones de 65 anys o més que vivien soles. El nombre mitjà de persones vivint en cada habitatge era de 2,29 i el nombre mitjà de persones que vivien en cada família era de 2,72.
Per edats la població es repartia de la següent manera: un 19,5% tenia menys de 18 anys, un 5,8% entre 18 i 24, un 21,1% entre 25 i 44, un 35,3% de 45 a 60 i un 18,2% 65 anys o més.
L'edat mediana era de 47 anys. Per cada 100 dones de 18 o més anys hi havia 94,7 homes.
La renda mediana per habitatge era de 35.938 $ i la renda mediana per família de 35.278 $. Els homes tenien una renda mediana de 32.083 $ mentre que les dones 28.750 $. La renda per capita de la població era de 18.454 $. Entorn del 6,7% de les famílies i el 18,4% de la població estaven per davall del llindar de pobresa.

## Poblacions més properes
El següent diagrama mostra les poblacions més properes.